# 京成千葉線
千葉線（ちばせん）は、千葉県習志野市の京成津田沼駅と千葉市中央区の千葉中央駅を結ぶ京成電鉄の鉄道路線。駅ナンバリングで使われる路線記号はKS。
京成津田沼駅で本線から分岐する路線で、同駅で本線・松戸線と、千葉中央駅で千原線と接続して直通運転を行っている。東日本旅客鉄道（JR東日本）総武本線と京葉線の中間地帯の総武本線寄りの場所を走り、京成津田沼 - 京成幕張間ではJR総武本線と、京成千葉駅 - 千葉中央駅間ではJR外房線と並走している。

## 路線データ
- 路線距離：12.9km
- 軌間：1435mm
- 駅数：10駅（起終点駅含む）
- 複線区間：全線
- 電化区間：全線（直流1500V）
- 閉塞方式：自動閉塞式
- 保安装置：C-ATS
- 最高速度：95km/h[1]

## 運行形態
各駅に停車する普通のみの運行で、日中は京成津田沼駅 - ちはら台駅間の千原線直通列車と、松戸駅 - 千葉中央駅間の松戸線直通列車がそれぞれ20分間隔で運行されている。この2つの系統が交互に運転されるため、千葉線内では10分間隔の運行である。また、京成津田沼駅 - 京成千葉駅間の途中駅はホーム長が6両編成分しかないため、すべての電車が4両または6両編成で運行されている。4両編成での運転は、2018年12月8日のダイヤ改正で一旦は消滅したが、2022年11月26日のダイヤ改正より千原線内で日中時間帯にワンマン運転を開始したことから、千葉線においても4両編成での運転が復活した（千葉線内ではワンマン運転は行われず車掌が乗務する）。
朝夜の一部に本線直通の京成上野駅発着列車があるが、全区間が各駅停車の普通のみの設定である。朝は上り（京成津田沼方面）は日中と同じ10分間隔、下り（千葉中央方面）は6 - 10分間隔で設定されている。
松戸線と直通する列車には「京成・新京成直通車両規格」に準拠している元：新京成電鉄の一部車両が使用されている。
なお、松戸線を新京成電鉄が運営していた当時は、新京成線内では「普通」の表示を出さなかったが、新京成車両も千葉線では「普通」の表示および運行番号表示を出して運行していた。表示の切り替えは京成津田沼駅で行われていた。松戸線の京成電鉄編入後は、松戸線内も含めた全区間で「普通」の表示を出している。
千原線ちはら台行きの列車の方向幕・行き先表示は「（千葉）ちはら台」（ちはら台の前に改行）となっているが、LED表示車や新京成電鉄の車両は「ちはら台」と表記されている。

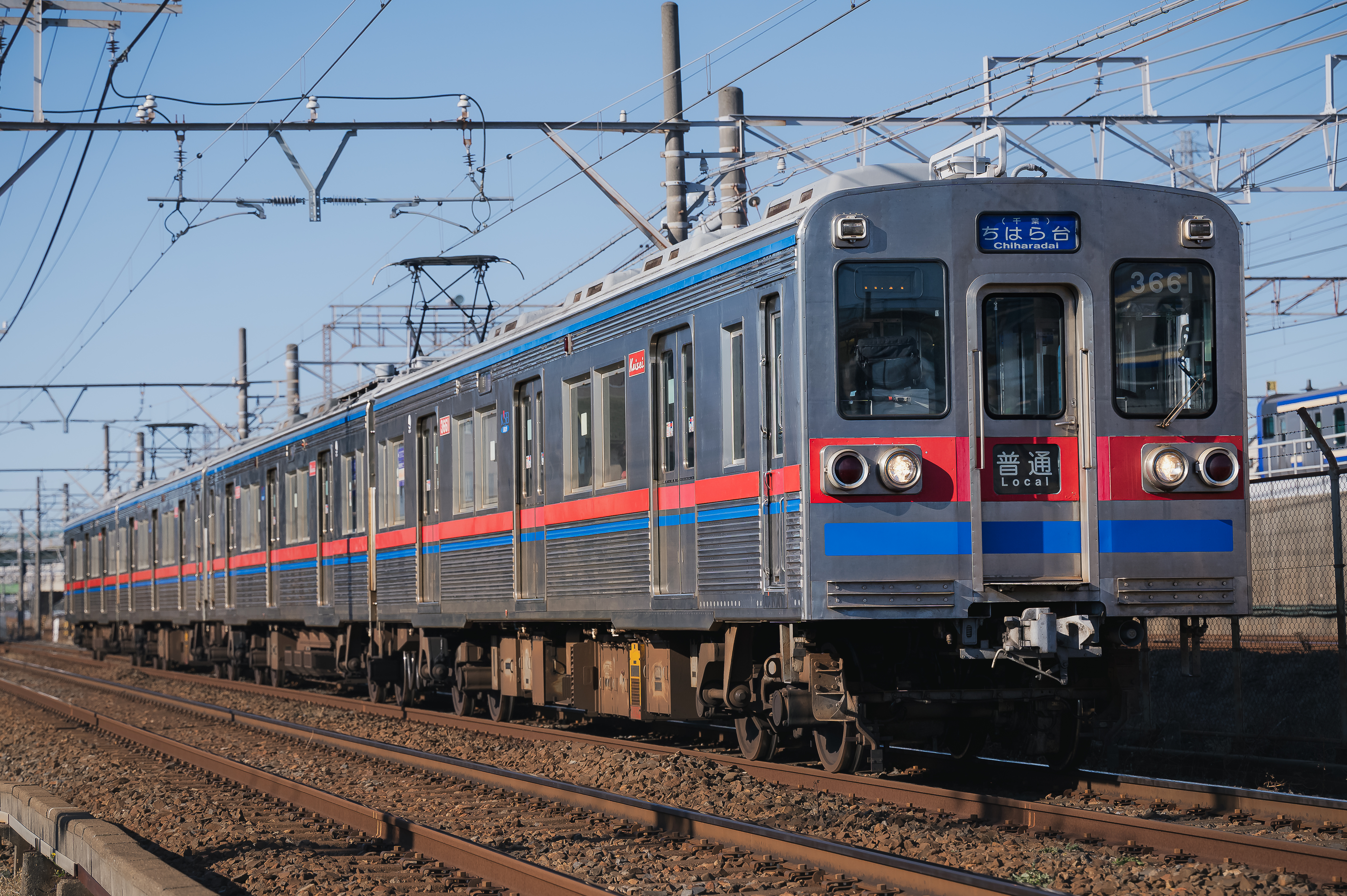
「（千葉）ちはら台」行き方向幕を掲出して走行する3600形電車

### かつて運行された列車種別
なお、運転実績はないが土曜・休日の夕方に1往復不定期特急の設定があり、試運転列車などでこのダイヤを使用していたこともあった。千葉線内の停車駅は京成稲毛駅と京成千葉駅のみである。このため千葉線内の速度標識には特急の速度表示も示してある。
また、これとは別に1968年（昭和43年）5月1日より同年6月14日までは線内に通過駅がある急行が、同年6月15日より1974年（昭和49年）12月15日までは同じく線内に通過駅がある快速が存在した。停車駅は、急行は稲毛のみ。快速は幕張・稲毛・黒砂（現・みどり台）・国鉄千葉駅前（現・京成千葉）。なお国鉄千葉駅前の停車は1968年（昭和43年）11月改正からである。
また過去には臨時特急や臨時急行、ごく短期間ながら上記の急行とは別に定期急行が1度設定されていた。臨時特急は千葉線内は京成津田沼と京成千葉（現・千葉中央）以外は無停車であった。

## 歴史

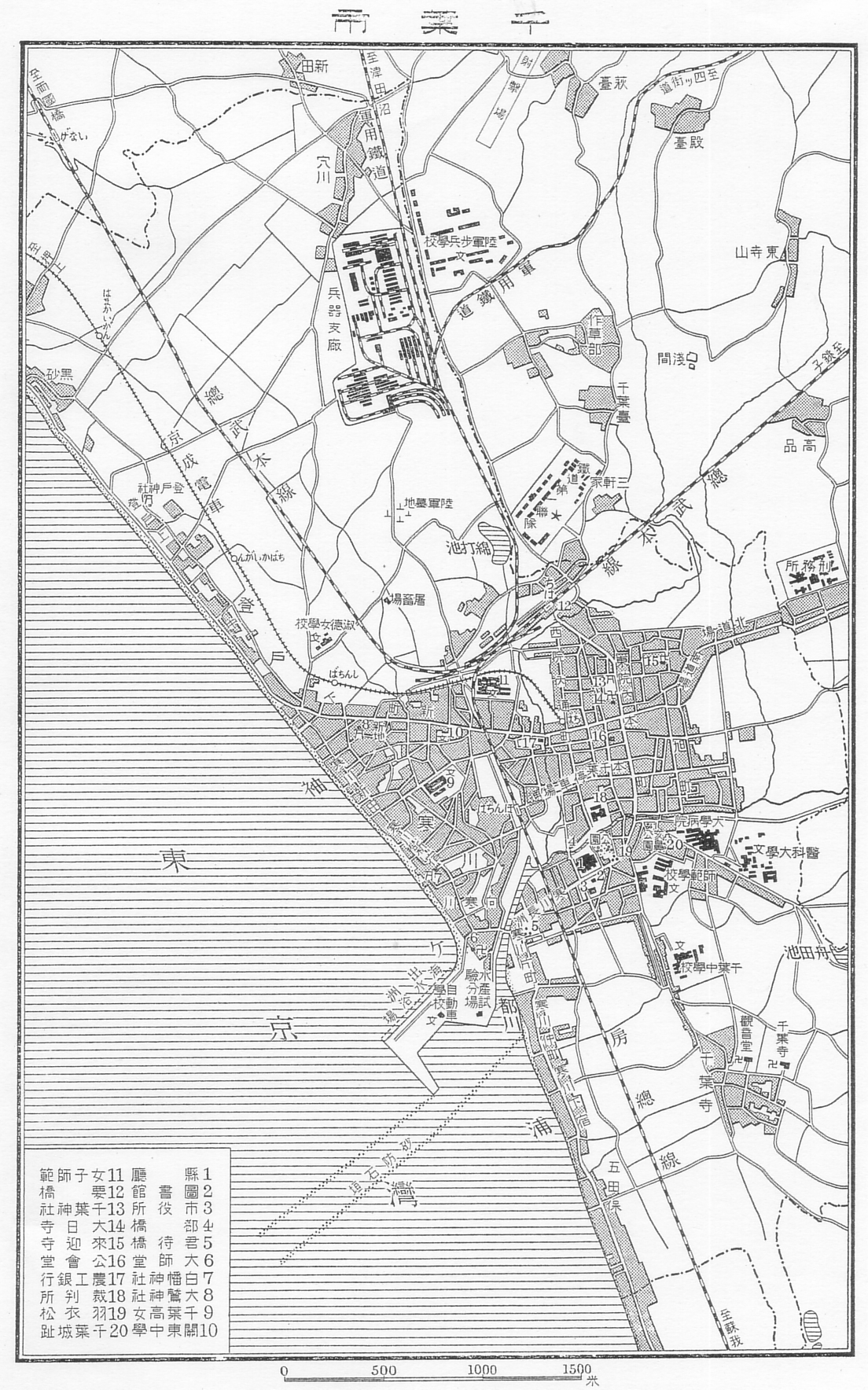
1930年頃（昭和初頭）の千葉市周辺の地図。千葉線は東京湾の砂浜海岸沿いの諸集落の背後を通っていた。京成と国鉄の千葉駅は各々現在と異なる位置にあり、西院内通町（現・栄町通り「ハミングロードパルサ」）で繋がっていた。

1921年（大正10年）に本線の船橋 - 津田沼間と同時に津田沼 - 千葉間が開業した。これは本線の津田沼 - 成田間よりも優先され早い開業となった（京成津田沼駅から京成本線が当線下をくぐり、大きく内陸方へカーブする形で分岐しているのはそのためである）。千葉線はこの年に市となった県都である千葉市への輸送、東京湾岸への観光客の輸送を目的として設置された。当時の千葉線はみどり台駅、西登戸駅のそれぞれ開業時の駅名「浜海岸駅」、「千葉海岸駅」が示すとおり現在よりも遥かに海が近く（おおよそ現在の国道14号線が昭和30年代ごろまでの海岸線であると考えて相違ない）、海水浴客や、潮干狩りを楽しむ行楽客でにぎわった。また住環境が良かったため、京成稲毛駅や西登戸駅周辺は別荘地としても賑わいを見せた。1935年（昭和10年）に省線（国鉄）の千葉駅までの電化が完成する前までは、千葉線の方が運転間隔や利用客数において圧倒的優位に立っていた。省線電化後は、両者の線路が並行する津田沼－幕張間において「国鉄の電車が走っていたら必ず追い抜け」との通達が出ていたとされるほどライバル意識があり、戦後GHQからこの区間での競走を禁止する通達が出された。
1970年代以降、旧国鉄の「通勤五方面作戦」の一環としての、1972年（昭和47年）の東京駅と津田沼駅を結ぶ総武快速線開通（中央・総武緩行線と合わせ、総武線が津田沼まで複々線化）や1981年（昭和56年）の複々線区間の千葉駅までの延長、さらに1990年には海側に建設された新規路線である京葉線が東京駅まで開通したことで、京成千葉線は東京駅と千葉市を結ぶJRの両路線に挟まれた形となり、千葉線は都心アクセスの上で不利な状況となり、本線直通列車の本数も大幅に削減された。
2006年（平成18年）からは松戸・鎌ケ谷方面へのアクセス強化を図るため、1955年（昭和30年）に約4か月ほど実施されただけであった新京成線との直通運転を再開する。新京成車両による片乗り入れで、千原線への直通運転は行わないものの、千葉への新たなアクセスルートが確立した。

### 年表
- 1921年（大正10年）7月17日 - 津田沼（現在の京成津田沼） - 千葉（現在の千葉市中央区・中央公園付近）間開業。
- 1922年（大正11年）3月8日 - 千葉海岸駅（現在の西登戸駅）開業。
- 1923年（大正12年）
  - 2月22日 - 浜海岸駅（現在のみどり台駅）開業。
  - 7月24日 - 新千葉駅開業。
- 1931年（昭和6年）11月18日 - 幕張駅を京成幕張駅、稲毛駅を京成稲毛駅、千葉駅を京成千葉駅に改称。
- 1942年（昭和17年）4月1日 - 浜海岸駅を帝大工学部前駅に改称。
- 1945年（昭和20年）2月20日 - 全線を軌道法による軌道から地方鉄道法による鉄道に変更。
  - 7月7日 - 千葉空襲により京成千葉駅の駅舎が焼失する[7]。
- 1948年（昭和23年）4月1日 - 帝大工学部前駅を工学部前駅に改称。
- 1951年（昭和26年）7月1日 - 工学部前駅を黒砂駅に改称。
- 1955年（昭和30年）
  - 4月21日 - 新京成電鉄新京成線（現・京成松戸線）と直通運転開始。
  - 9月1日 - 新京成電鉄新京成線との直通運転を廃止する。
- 1958年（昭和33年）
  - 2月10日 - 戦災復興都市計画に伴う区画整理事業に伴い、新千葉 - 京成千葉間の線路を現在地に移設。国鉄本千葉駅を南に約400m移転させ、京成千葉駅をその跡である現在の千葉中央駅の場所に移転。駅舎などが未完成のため、仮開業だった[8]。
  - 6月14日 - 地上4階、地下1階からなる京成千葉駅ビルが竣工。当時県内唯一だったエスカレーターが設置された[9]。
- 1959年（昭和34年）10月10日 - 軌間を1372mmから1435mmに改軌。
- 1966年（昭和41年）12月17日 - 新千葉 - 京成千葉間高架線完成。暫定的に単線運転での運行。
- 1967年（昭和42年）
  - 4月1日 - 千葉海岸駅を西登戸駅に改称。
  - 6月24日 - 新千葉 - 京成千葉間複線化[10]。
  - 12月1日 - 国鉄千葉駅前駅（現在の京成千葉駅）開業。
- 1971年（昭和46年）10月1日 - 黒砂駅をみどり台駅に改称。
- 1987年（昭和62年）4月1日 - 京成千葉駅を千葉中央駅に、国鉄千葉駅前駅を京成千葉駅に改称。
- 1991年（平成3年）8月7日 - 京成幕張本郷駅開業[11]。
- 1992年（平成4年）4月1日 - 千葉急行電鉄（1998年（平成10年）10月1日京成電鉄に路線を譲渡し千原線となる）と相互直通運転開始。
- 2006年（平成18年）12月10日 - 新京成電鉄車両による片乗り入れにより、新京成線松戸から千葉中央までの直通運転が再開される。
- 2010年（平成22年）9月8日 - 台風9号から変化した熱帯低気圧がもたらした集中豪雨によって検見川 - 京成稲毛間で土砂崩れが発生し、千葉線・千原線が終日運休となる。平成22年集中豪雨復旧時の作業
- 2011年（平成23年）

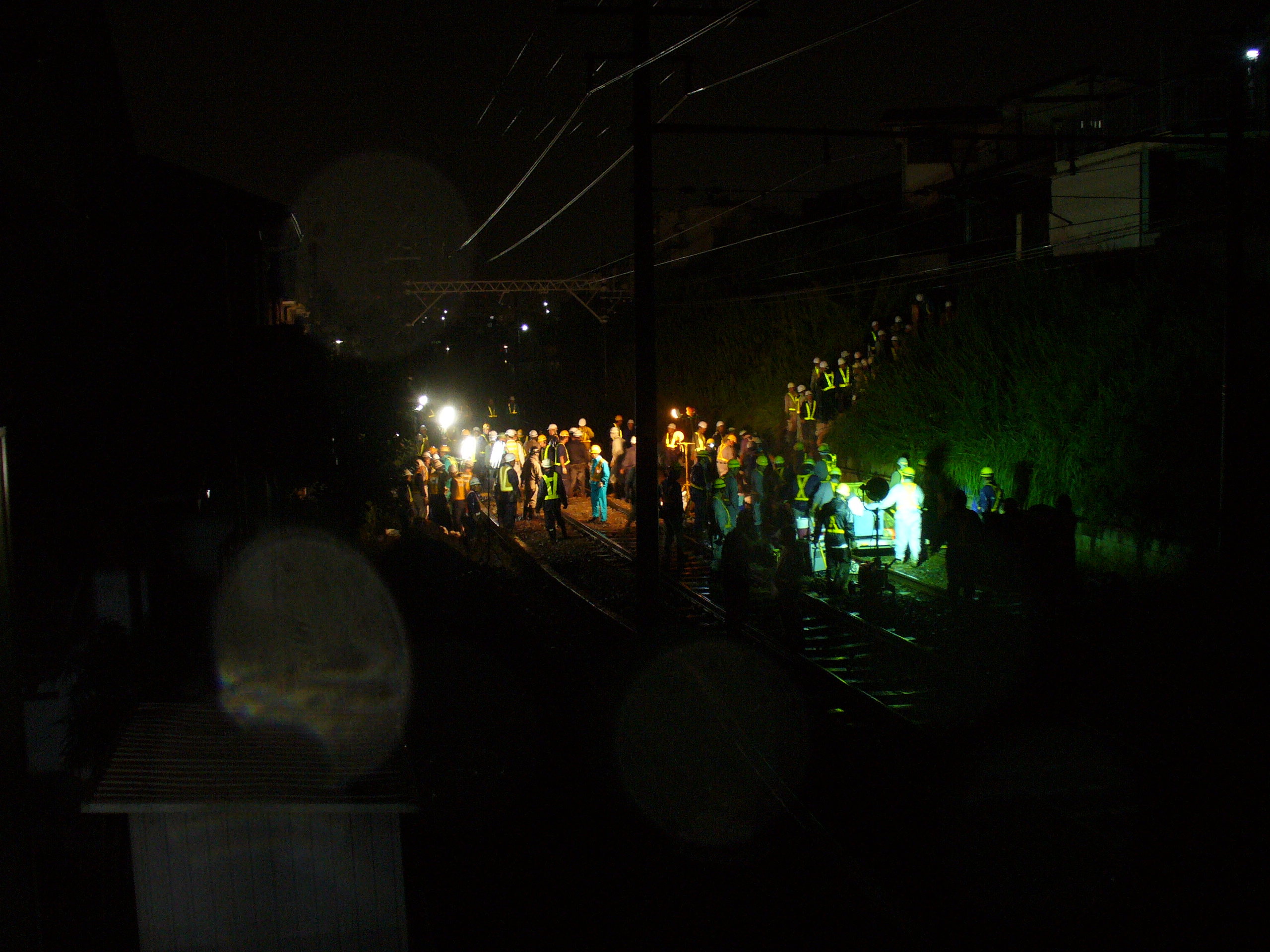
平成22年集中豪雨復旧時の作業

  - 3月11日 - 東北地方太平洋沖地震（東日本大震災）が発生した影響で、千葉線・千原線が運休となる。
  - 3月14日 - 東日本大震災による電力供給逼迫を理由として東京電力が輪番停電（計画停電）を実施。これに伴い、この日から新京成線との直通運転が休止される。
  - 4月11日-12日 - 東北地方太平洋沖地震の余震とみられる巨大地震が発生したため、千葉線・千原線が一時運休となる。
  - 6月27日 - 新京成線との直通運転が一部再開される。9月10日に全面再開。
- 2019年（令和元年）10月20日 - 京成トラベルサービスが企画した「スカイライナーミステリーツアー」で、京成上野→高砂車両基地→八広→千葉中央→京成上野という経路でスカイライナーAE形を運転し、AE形が千葉線に初入線[12]。
- 2022年 (令和4年) 11月26日 - 4両編成の運行が4年ぶりに復活。

## 駅一覧
- 全線千葉県内に所在。
- 全列車全駅に停車する。

| 駅番号       | 駅名           | 駅間キロ     | 累計キロ     | 接続路線 | 所在地                                                                                            | 所在地                                                                                            |                                                                                                   |
| ------------ | -------------- | ------------ | ------------ | --- | ------------------------------------------------------------------------------------------------- | ------------------------------------------------------------------------------------------------- | ------------------------------------------------------------------------------------------------- |
| 直通運転区間 | 直通運転区間   | 直通運転区間 | 直通運転区間 | 松戸線松戸駅まで（元・新京成車のみ。日中） 京成本線京成上野駅まで（元・新京成車を除く。日中以外）                                                                                          | 松戸線松戸駅まで（元・新京成車のみ。日中） 京成本線京成上野駅まで（元・新京成車を除く。日中以外） | 松戸線松戸駅まで（元・新京成車のみ。日中） 京成本線京成上野駅まで（元・新京成車を除く。日中以外） | 松戸線松戸駅まで（元・新京成車のみ。日中） 京成本線京成上野駅まで（元・新京成車を除く。日中以外） |
| KS26         | 京成津田沼駅   | -            | 0.0          | 京成電鉄： 本線（直通運転：上記参照） ・ 松戸線（直通運転：上記参照） | 習志野市                                                                                          | 習志野市                                                                                          |                                                                                                   |
| KS52         | 京成幕張本郷駅 | 2.1          | 2.1          | 東日本旅客鉄道： 総武線（各駅停車）（幕張本郷駅:JB 34） | 千葉市                                                                                            | 花見川区                                                                                          |                                                                                                   |
| KS53         | 京成幕張駅     | 1.9          | 4.0          | | 千葉市                                                                                            | 花見川区                                                                                          |                                                                                                   |
| KS54         | 検見川駅       | 1.3          | 5.3          | | 千葉市                                                                                            | 花見川区                                                                                          |                                                                                                   |
| KS55         | 京成稲毛駅     | 2.8          | 8.1          | | 千葉市                                                                                            | 稲毛区                                                                                            |                                                                                                   |
| KS56         | みどり台駅     | 1.8          | 9.9          | | 千葉市                                                                                            | 稲毛区                                                                                            |                                                                                                   |
| KS57         | 西登戸駅       | 1.0          | 10.9         | | 千葉市                                                                                            | 中央区                                                                                            |                                                                                                   |
| KS58         | 新千葉駅       | 0.8          | 11.7         | | 千葉市                                                                                            | 中央区                                                                                            |                                                                                                   |
| KS59         | 京成千葉駅     | 0.6          | 12.3         | 東日本旅客鉄道： 総武線（各駅停車）・ 総武線（快速）・■ 総武本線（■ 成田線直通含む）・■外房線（■ 内房線直通含む）（千葉駅:JB 39・JO 28） 千葉都市モノレール： 1号線・ 2号線（千葉駅:CM03） | 千葉市                                                                                            | 中央区                                                                                            |                                                                                                   |
| KS60         | 千葉中央駅     | 0.6          | 12.9         | 京成電鉄： 千原線（直通運転：下記参照） | 千葉市                                                                                            | 中央区                                                                                            |                                                                                                   |
| 直通運転区間 | 直通運転区間   | 直通運転区間 | 直通運転区間 | 京成千原線ちはら台駅まで（平常時は元・新京成車を除く） | 京成千原線ちはら台駅まで（平常時は元・新京成車を除く）                                            | 京成千原線ちはら台駅まで（平常時は元・新京成車を除く）                                            | 京成千原線ちはら台駅まで（平常時は元・新京成車を除く）                                            |

ホーム有効長は京成津田沼駅、京成千葉駅、千葉中央駅が8両編成、その他の駅は6両編成対応である。